# نظام‌العلما اصطهباناتی
محمدنظام العلما مشهور به نظام العلما اصطهباناتی (زادهٔ ۱۶ دی ۱۲۲۸ - استهبان و درگذشتهٔ ۲۹ آذر ۱۳۲۱ - استهبان فارس) ادیب، فقیه و از بزرگان و علمای سرشناس اواخر دوره قاجار و پهلوی اول که هم در کتاب فارسنامه ناصری و هم در کتاب «وقایع اتفاقیه» از او به احترام و نیکی تمام یاد شده است.

## بیان ویژگی‌ها در متون تاریخی
کتاب فارسنامه ناصری، یکی از متون تاریخی معتبر در شرح تاریخ، جغرافیا و جغرافیای تاریخی سرزمین فارس، تألیف حاج میرزا حسن فسایی (۱۲۳۷–۱۳۱۶ قمری) که در فاصله سال‌های ۱۳۰۰ تا ۱۳۱۱ (قمری) به درخواست ناصرالدین‌شاه به رشته تحریر درآمده است، از محمدنظام العلمای اصطهباناتی، به عنوان یکی از بزرگان منطقه، به احترام و نیکی تمام یاد کرده و او را "ادیب اریب محمدنظام العلمای اصطهباناتی" خطاب می‌کند.
کتاب "«وقایع اتفاقیه»: مجموعه گزارشهای خفیه‌نویسان انگلیس در ولایات جنوبی ایران از سال ۱۲۹۱ تا ۱۳۲۲ (قمری)"، مشتمل بر مجموعه‌ای از یادداشت‌هایی که توسط عاملین و مخبرین اطلاعاتی انگلستان در سال‌های آخر پیش از انقلاب مشروطیت ایران از رویدادها و اوضاع و احوال مملکت و به ویژه حکومت فارس و با تمرکز بر تحولات سیاسی و مذهبی در فارس، نوشته می‌شده و برای سفارت انگلستان در تهران و مسوولین دولت انگلستان ارسال می‌گردیده است؛ بر این مطلب اذعان و تأکید می‌ورزد که هر چه سعی کرده‌اند بیهوده و بی‌فایده بوده و به هیچ وجه نتوانسته‌اند بر محمدنظام العلمای اصطهباناتی کمترین نفوذی داشته باشند.